# Franse bezetting van Malta
De Franse bezetting van Malta duurde van juni 1798 tot september 1800. De bezetting begon toen de katholieke Orde van Sint-Jan (sinds 1530 de Orde van Malta) zich overgaf aan Napoleon Bonaparte naar aanleiding van de Franse invasie op Malta in juni 1798. De Fransen vestigden in Malta een constitutionele traditie, voorzagen vrij onderwijs voor iedereen en voerden de persvrijheid in.
Tevens schaften de Fransen er adel, slavernij en feodalisme af, alsook de inquisitie. Een zichtbaar overblijfsel van de Franse periode op Malta is het afbeelden van wapenschilden op de voorgevels van de gebouwen van de ridders.

## Franse invasie van 1798

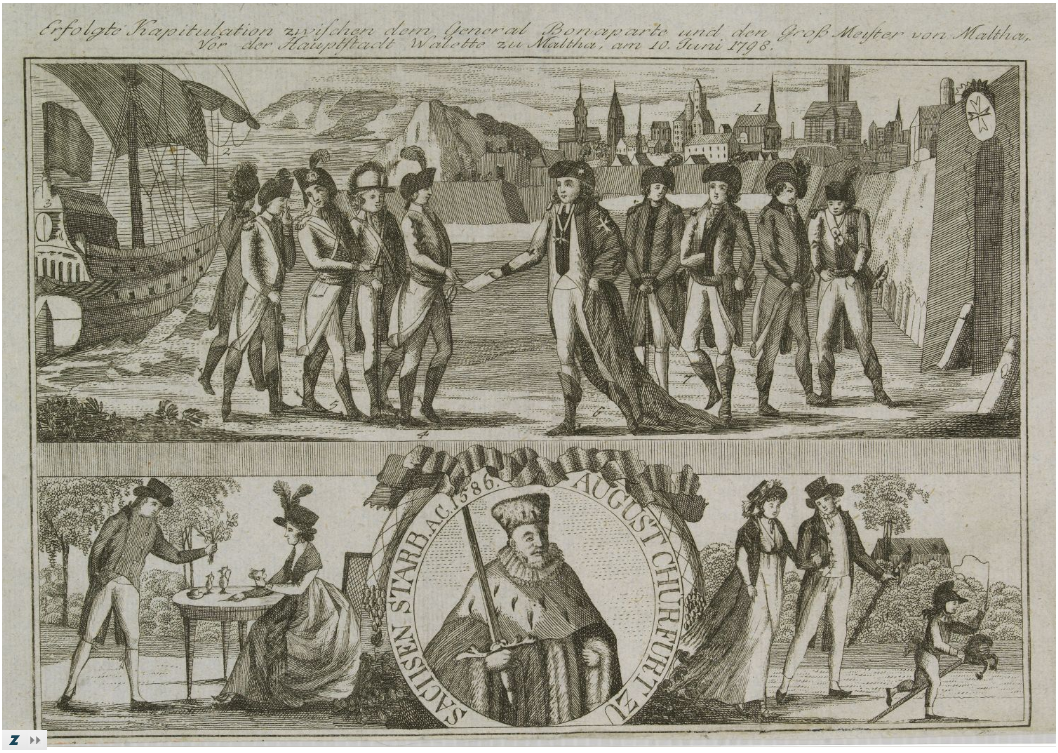
Overgave van de Orde van Sint-Jan aan Napoleon Bonaparte. Valetta, juni 1798.

Op 19 mei 1798 vertrok een Franse vloot in Toulon met een leger van 30.000 man onder leiding van generaal Napoleon Bonaparte. De vloot zette koers naar Egypte. Napoleon wilde zo de Franse invloed vergroten in Azië en vrede met de Britten afdwingen, met wie de Fransen al sinds 1792 betrokken waren in de Franse revolutionaire en napoleontische oorlogen. Via Italië bereikte de vloot Valetta op 9 juni 1798 in de vroege ochtend. Op dat moment werd Malta geregeerd door de Orde van Sint-Jan, een oude en invloedrijke orde uit de feodale tijd. Grootmeester Ferdinand von Hompesch zu Bolheim weigerde Napoleons vraag om bevoorrading.
Met dit antwoord beval Napoleon onmiddellijk een bombardement op Valetta. Op 11 juni nam generaal Louis Baraguey d'Hilliers de leiding over een amfibische operatie, waarbij enkele duizenden soldaten landden op zeven strategische plekken op het Maltese eiland. De Franse ridders in de Orde van Sint-Jan deserteerden, terwijl de overige ridders niet voldoende weerstand konden bieden. Ongeveer 2.000 Maltese soldaten hielden weerstand gedurende 24 uur, en trokken zich terug op Valetta op het moment dat de Franse generaal Claude-Henri Belgrand de Vaubois en zijn troepen de stad Mdina veroverd hadden. Niettegenstaande Valetta sterk genoeg stond om een langdurige belegering te doorstaan, onderhandelde Napoleon met grootmeester Ferdinand von Hompesch zu Bolheim, die de toezegging deed dat Malta en al zijn bezittingen werden overgedragen aan de Fransen, op voorwaarde dat hij en zijn ridders konden gaan rentenieren in Frankrijk. Daaropvolgend installeerde Napoleon een Frans garnizoen op Malta. Hij liet er 4.000 manschappen achter, onder bevel van Vaubois, terwijl hij en de rest van het expeditieleger op 19 juni 1798 koers zetten naar Alexandrië.
De Russische tsaar Paul I (1754-1801) werd in 1798 aangeboden de volgende Grootmeester van de 'Orde van Malta' te worden, wat hij aanvaardde. De Orde van Malta is de naam van de katholieke Orde van Sint-Jan sinds 1530.
Paul I stuurde Maarschalk Suvorov met een vloot naar de Middellandse Zee, die overwinningen boekte.
Paul I, de zoon van Catharina de Grote, deed meer voor zijn katholieke onderdanen:
Op 7 maart 1801 stond paus Pius VII toe, dat de in 1773 verboden katholieke Sociëteit (Orde van Jezus, de jezuïeten) zich in Wit-Rusland vestigde, onder Generaal Francis Karew. Tsaar Paul I had daar op 11 augustus 1800 op aangedrongen. De Sociëteit was na druk van de katholieke landen Portugal, Spanje en Frankrijk in 1773 door paus Clemens XIV verboden, maar Frederik de Grote van Pruisen en Catharina de Grote van het Russische Rijk stonden de jezuïeten toe zich in hun land te vestigen. In 1814 werd het verbod door Pius VII weer opgeheven.

## Hervormingen

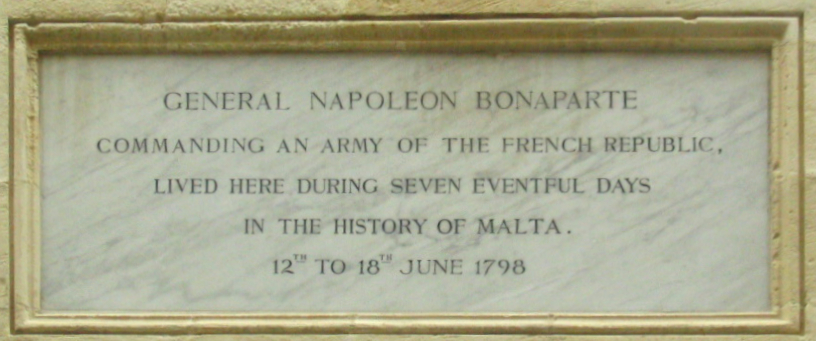
Een plaat op het Palazzo Parisio in Valetta herdenkt er het verblijf van Napoleon Bonaparte.

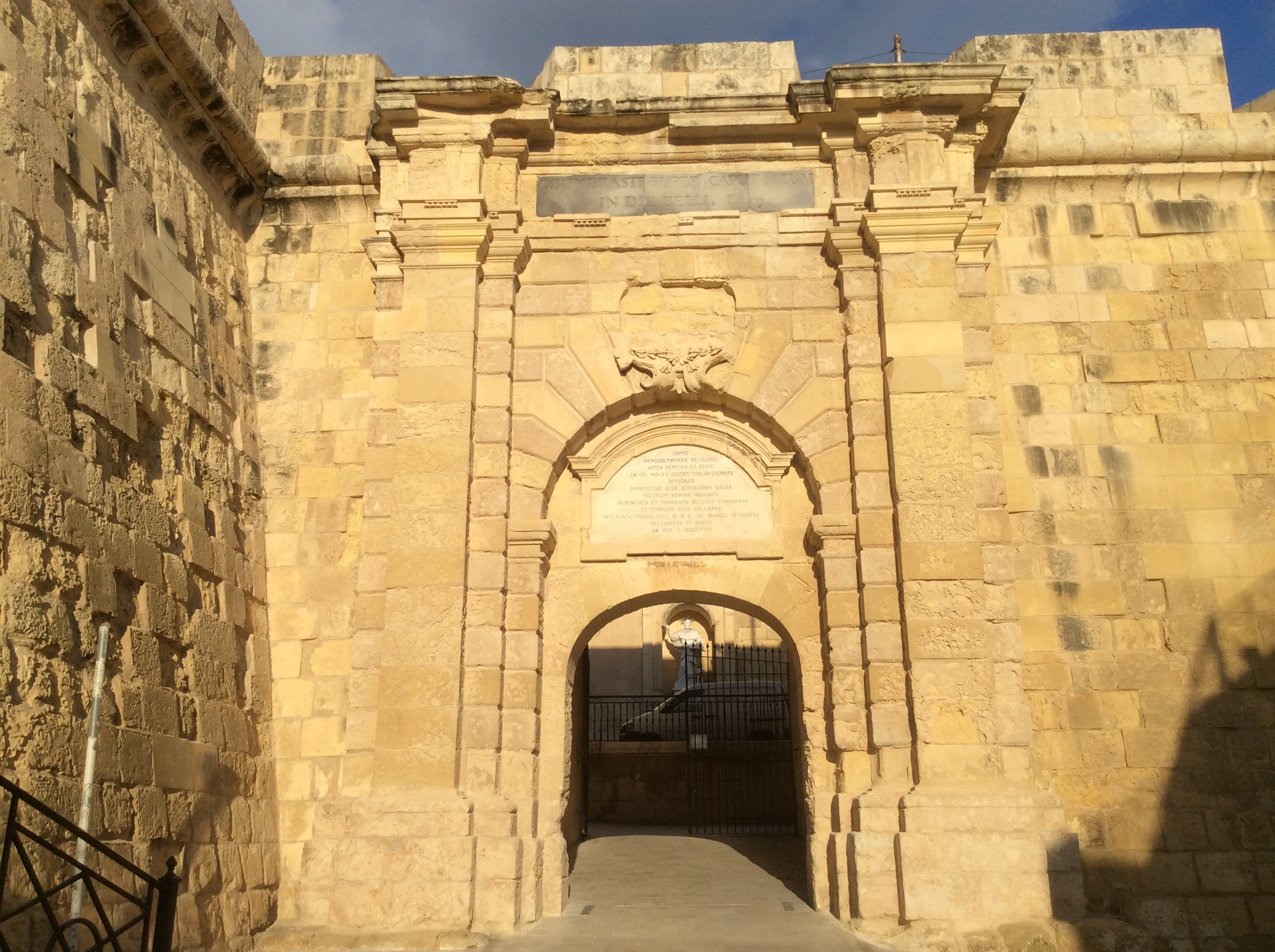
De grote poort van Birgu, waarvan het wapenschild werd veranderd tijdens de Franse bezetting.

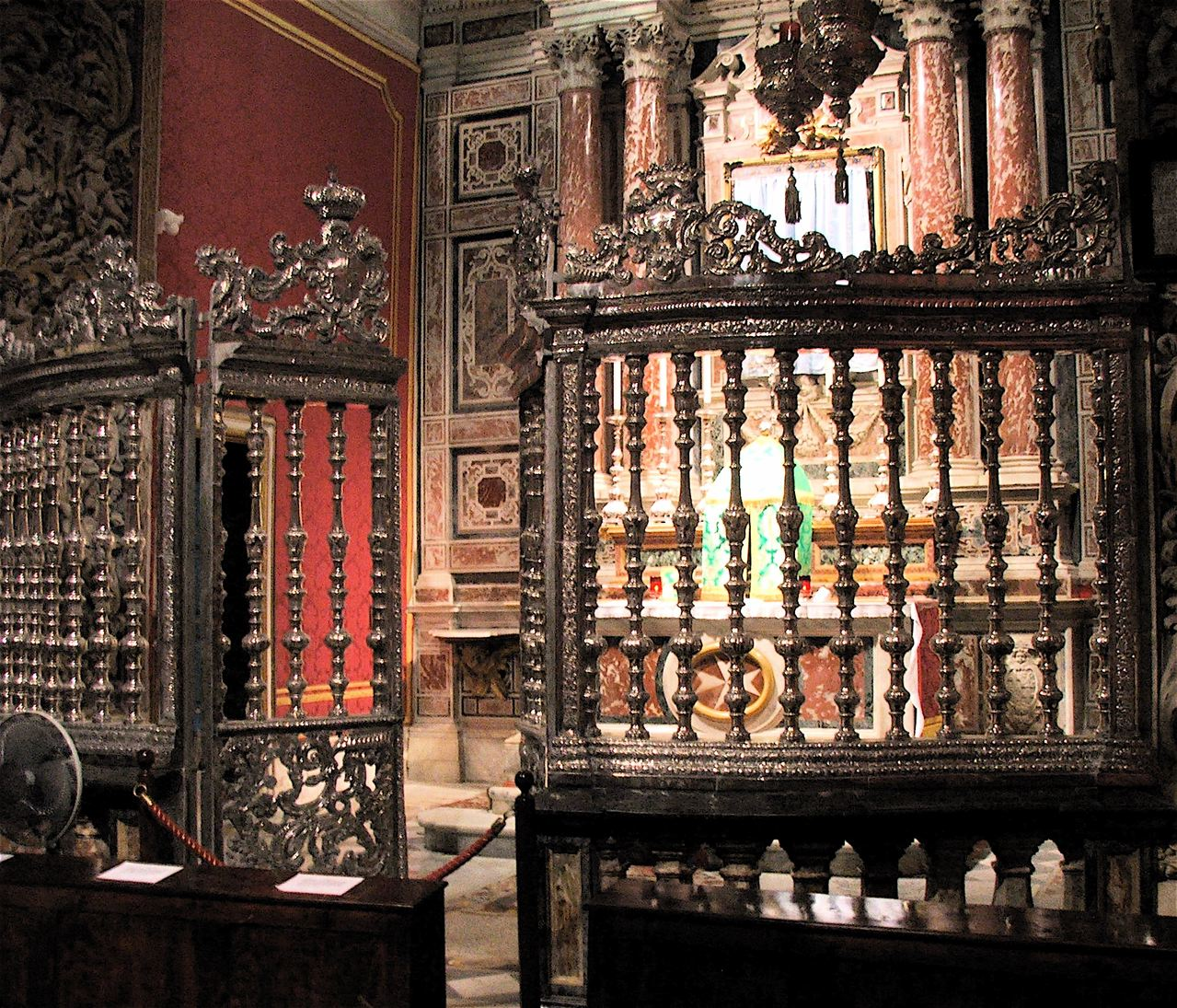
De zilveren poort van de Sint-Janscokathedraal in Valetta was zwart geschilderd door de Maltezers, zodat de Franse troepen niet zouden opmerken dat het zilver was en het vervolgens zouden versmelten in geldstukken.

Tijdens zijn verblijf op Malta verbleef Napoleon in het Palazzo Parisio in Valletta, een gebouw dat vandaag gebruikt wordt als ministerie voor Buitenlandse Zaken. Hij stelde hervormingen in, die waren gebaseerd op de principes van de Franse Revolutie.

### Op sociaal vlak
De Maltezers werden als gelijk voor de wet beschouwd, en werden overigens Franse burgers. De Maltese adel werd afgeschaft en slaven werden bevrijd. De vrijheid van meningsuiting en de persvrijheid werden ingesteld, alhoewel de enige krant het Journal de Malta was, dat door de overheid werd uitgegeven. Politieke gevangenen, waaronder Mikiel Anton Vassalli en degenen die deelnamen aan de Revolte van de priesters werden in vrijheid gesteld, terwijl Joden de toelating kregen om een synagoge te bouwen.

### Op administratief vlak
Al de eigendommen van de Orde werden geconfisqueerd door de overheid. Er werd een regeringscommissie ingesteld om Malta te besturen. Het bestond uit volgende personen:
| Office                                  | Officeholder                                                                    |
| --------------------------------------- | ------------------------------------------------------------------------------- |
| Commission de gouvernement              |                                                                                 |
| Militair gouverneur                     | Claude-Henri Belgrand de Vaubois                                                |
| Commissaris                             | Michel-Louis-Étienne Regnaud                                                    |
| Voorzitter van de Burgerlijke Commissie | Jean de Boisredon de Ransijat                                                   |
| Secretaris van de Commissaris           | la Coretterie                                                                   |
| Leden                                   | Don Francesco Saverio Caruana (kanunnik van de Sint-Pauluskathedraal van Mdina) |
| Leden                                   | Baron Jean-François Dorell (gezworene van de universiteit)                      |
| Leden                                   | Dr. Vincenzo Caruana (secretaris van de aartsbisschop)                          |
| Leden                                   | Cristoforo Frendo (notaris)                                                     |
| Leden                                   | Benedetto Schembri (magistraat)                                                 |
| Leden                                   | Paolo Ciantar (koopman)                                                         |
| Leden                                   | Carlo Astor                                                                     |
| Commission des domaines                 |                                                                                 |
| Leden                                   | Martthieu Poussielgue                                                           |
| Leden                                   | Jean-André Caruson                                                              |
| Leden                                   | Robert Roussel                                                                  |

Het grondgebied werd ingedeeld in kantons en gemeentes. Elke entiteit werd geleid door een voorzitter, secretaris en vier leden: Ook werd er een Nationale Garde opgericht, met 900 manschappen.

### Op het gebied van onderwijs
Men wilde scholen oprichten in de dorpen en de steden en 60 studenten de toelating geven om te gaan studeren in Frankrijk. Ook wilde men de Universiteit van Malta omvormen tot een université polytecnique, waar verschillende wetenschappelijke vakken werden onderwezen. Van deze plannen kwam echter niets terecht vanwege de korte periode van Franse bezetting.

### Relatie kerk en Staat
De eigendommen van de kerk werden ingenomen door de overheid. Tevens werd de inquisitie afgeschaft. De laatste inquisitoren werden van het eiland verbannen. Later begonnen de Fransen te plunderen, wat mee de aanleiding gaf tot de opstand van de Maltezers.

## Bevolkingsopstand en Beleg van Malta

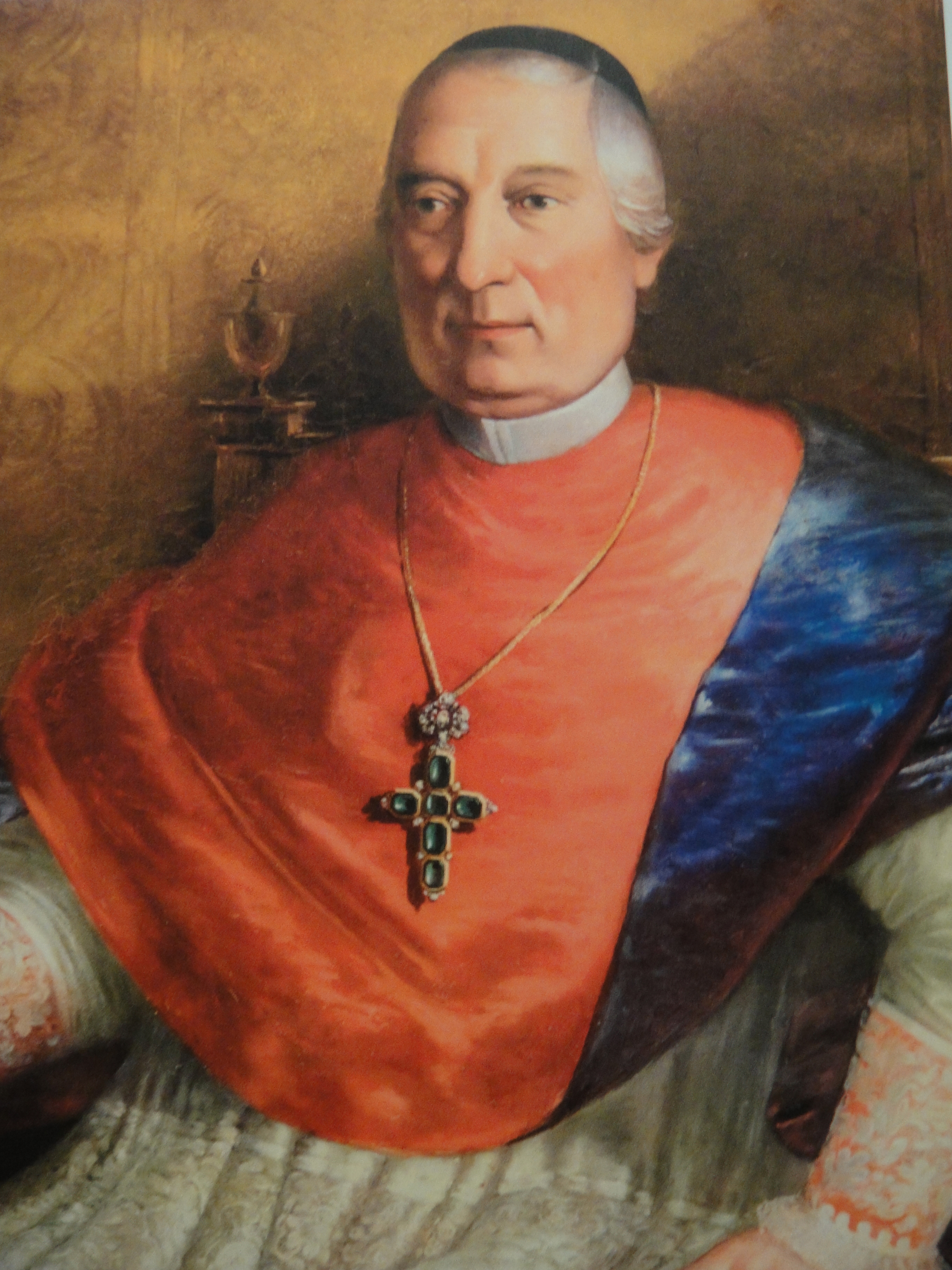
Francesco Saverio Caruana.

De Fransen ontmantelden snel de instellingen van de Orde van Sint-Jan, waaronder de rooms-katholieke kerk. Dit gebeurde tot ontsteltenis van de lokale bevolking. De Franse overheid betaalde niet langer lonen en pensioenen, terwijl de economische toestand erop achteruit ging. De Fransen stalen veelvuldig het zilver in de banken en de paleizen op het eiland, al konden de burgers van Valletta zulke diefstallen voorkomen in hun kathedraal door het zilverwerk zwart te schilderen.
De bevolking was evenmin gelukkig met de Franse inname van het kerkelijk bezit, om daarmee de expeditie van Napoleon naar Egypte te kunnen financieren. Op 2 september 1798 leidde dit ongenoegen tot een revolte tijdens zulke inbeslagname. Binnen enkele dagen werden de Franse troepen teruggedrongen tot Valletta en diens haven. De stad werd op een bepaald moment omsingeld door ongeveer 10.000 Maltese opstandelingen, aangevoerd door Emmanuele Vitale en kanunnik Francesco Saverio Caruana. Tot een verovering van Valletta kwam het echter niet. Wel werden en fortificaties opgesteld om de Franse stellingen aan te vallen en de haven te blokkeren.
Later in het jaar 1798 diende Britse hulp zich aan. In 1799 werd kapitein Alexander Ball aangesteld als burgerlijk commissaris van Malta. Het Franse garnizoen in Valletta gaf zich over aan de Britten op 4 september 1800. Malta werd een Brits protectoraat.

### Gozo
Op 28 oktober 1798 beëindigde Ball met succes de onderhandelingen met het Franse garnizoen op het kleine eiland Gozo. De 217 Franse soldaten die er gestationeerd waren, gaven zich zonder gevecht over en droegen het eiland over aan de Britten. Die droegen het op hun beurt nog dezelfde dag over aan de lokale bevolking, waarop het werd geleid door de lokale aartspriester Saverio Cassar in naam van koning Ferdinand I der Beide Siciliën. Gozo bleef onafhankelijk tot Cassar door de Britten werd afgezet in 1801.